# Asia Rugby Championship Top 3 2017
El Asia Rugby Championship Top 3 de 2017, fue la 30ª edición del principal torneo asiático y la 3ª del formato instituido en 2015. Japón consiguió el título en forma invicta, mientras que Hong Kong le ganó el duelo a Corea del Sur para continuar en carrera para el Mundial de 2019

## Equipos participantes
- Selección de rugby de Corea del Sur
- Selección de rugby de Hong Kong (Dragones)
- Selección de rugby de Japón (Brave Blossoms)

## Posiciones
| Pos. | Equipo        | Encuentros | Encuentros | Encuentros | Encuentros | Tantos  | Tantos    | Tantos     | Puntos Bonus | Puntos Totales |
| Pos. | Equipo        | jugados    | ganados    | empatados  | perdidos   | a favor | en contra | diferencia | Puntos Bonus | Puntos Totales |
| ---- | ------------- | ---------- | ---------- | ---------- | ---------- | ------- | --------- | ---------- | ------------ | -------------- |
| 1    | Japón         | 4          | 4          | 0          | 0          | 172     | 56        | + 116      | 3            | 19             |
| 2    | Hong Kong     | 4          | 2          | 0          | 2          | 99      | 65        | + 34       | 2            | 10             |
| 3    | Corea del Sur | 4          | 0          | 0          | 4          | 59      | 209       | - 150      | 1            | 1              |

Nota: Se otorgan 4 puntos al equipo que gane un partido, 2 al que empate y 0 al que pierda
Puntos Bonus: 1 punto por convertir 4 tries o más en un partido y 1 al equipo que pierda por no más de 7 tantos de diferencia
|  | Campeón |

|  | Continúan en carrera para Japón 2019 |

## Resultados
| 22 de abril 12:07 | Corea del Sur | 29 - 47 | Japón | Ansan Wa Stadium, Incheon, Corea del Sur |  |
|                   |               | Reporte |       |                                          |  |

| 29 de abril 14:07 | Japón | 80 - 10 | Corea del Sur | Prince Chichibu Memorial Stadium, Tokio, Japón |  |
|                   |       | Reporte |               |                                                |  |

| 6 de mayo 14:07 | Japón | 29 - 17 | Hong Kong | Prince Chichibu Memorial Stadium, Tokio, Japón |  |
|                 |       | Reporte |           |                                                |  |

| 13 de mayo 16:07 | Hong Kong | 0 - 16  | Japón | Hong Kong Football Club Ground, Hong Kong |  |
|                  |           | Reporte |       |                                           |  |

| 27 de mayo 12:07 | Corea del Sur | 17 - 43 | Hong Kong | Ansan Wa Stadium, Incheon, Corea del Sur |  |
|                  |               | Reporte |           |                                          |  |

| 3 de junio 16:07 | Hong Kong | 39 - 3  | Corea del Sur | Hong Kong Football Club Ground, Hong Kong |  |
|                  |           | Reporte |               |                                           |  |

| Bandera de Japón       |
| Campeón Japón          |
| Vigésimo quinto título |